# Africa’s Blood
Az Africa’s Blood egy 1972-ben megjelent reggae-album a The Upsetterstől.

## Számok

### 1. oldal
1. "Do Your Thing" – Dave Barker
2. "Dream Land"
3. "Long Sentence"
4. "Not Guilty"
5. "Cool And Easy"
6. "Well Dread Version 3" – Addis Ababa Children
7. "My Girl"

### 2. oldal
1. "Saw Dust"
2. "Place Called Africa Version 3" – Winston Prince
3. "Isn’t It Wrong" – The Hurricanes
4. "Go Slow"
5. "Bad Luck"
6. "Move Me"
7. "Surplus"